# Franziska Biner
Franziska Biner (* 7. Juli 1986 in Zermatt) ist eine Schweizer Politikerin (Die Mitte Oberwallis). 2025 wurde sie zur Staatsrätin des Kantons Wallis gewählt.

## Leben
Franziska Biner stammt aus dem grossen Bergdorf Zermatt im Bezirk Visp und ist die Tochter eines Bergführers. Sie besuchte die Mittelschule Kollegium Spiritus Sanctus Brig und studierte an der ETH Zürich Architektur. Ab 2012 arbeitete sie bei einem Architekturbüro in ihrem Heimatort, wo sie unter anderem Hotelanlagen im international bekannten Tourismusort plante. Nach den kommunalen Wahlen vom 10. November 2024 trat sie zu Jahresbeginn 2025 die Funktion als Vizepräsidentin der Gemeinde Zermatt an.
Ihre politische Karriere auf kantonaler Ebene begann Franziska Biner 2017 als Suppleantin (Ersatzmitglied des Grossen Rats) für die Partei «CVP Oberwallis», die 2022 den Namen «Die Mitte Oberwallis» annahm. Ab dem 19. April 2021 war sie Abgeordnete im Walliser Grossen Rat, der kantonalen Legislative. Sie war Mitglied der Raum-, Siedlungs- und Verkehrskommission, der Finanzkommission sowie der Bike-Kommission von Zermatt. 2018 wurde sie als Nachfolgerin von Anton Andenmatten (* 1953) aus Visp Parteipräsidentin von «Die Mitte Oberwallis». Bei den kantonalen Wahlen vom 2. März 2025 wurde sie schon im ersten Wahlgang und mit dem besten Ergebnis aller Kandidierenden in den Staatsrat, die Exekutive, gewählt. Die deutschsprachige Oberwalliserin erzielte auch in zahlreichen Gemeinden des französischsprachigen Unterwallis die höchste Stimmenzahl. Biner trat in der Kantonsregierung die Nachfolge des Oberwalliser Staatsrats Roberto Schmidt an.

## Politische Ämter
- Parteipräsidentin der Mitte Oberwallis (2018–2025)[6]
- Grossratssuppleantin (2017–2021)
- Grossrätin (2021–2025)
- Gemeindevizepräsidentin von Zermatt (2025)
- Staatsrätin (seit 2025)